# Селямет II Ґерай
Селямет ІІ Ґерай (1691—1751) — кримський хан у 1739—1743 рр. з династії Ґераїв, наступник Менґлі II Ґерая, попередник Селіма II Ґерая. Молодший син Селіма I Ґерая. Був нуреддином і калгою при Менґлі II Ґераї, після смерті якого зійшов на ханський престол за проханням кримських татар. Султан затвердив їх рішення.
Селямет II зайнявся відновленням Бахчисарая, що лежав в руїнах після російського вторгнення. За його правління почалася масштабна реконструкція всього Ханського палацу і, зокрема, Великої Ханської мечеті. На декількох спорудах палацу (Великій і Малій ханських мечетях, порталі Залу Дивана) досі зберігаються написи, що згадують ім'я хана-відновника.
У зовнішній політиці хана непокоїло зростання російської експансії. Він мав задум спільно з європейськими країнами, зокрема, з Швецією, протистояти їй, проте в умовах османсько-російського миру султан не дозволив ханові реалізувати будь-які проекти у цій галузі. Більш того, за самовільні антиросійські акції ханських підданих султан звинуватив хана в нездатності дотримуватися мирного договору — і в 1743 р. Селямет II був позбавлений ханського титулу.